# Crooked River High Bridge
Die Crooked River High Bridge ist eine zweispurige Straßenbrücke über den Crooked River nördlich von Terrebonne im Bundesstaat Oregon der USA. Die Fachwerkbrücke wurde von Conde McCullough für das Oregon Department of Transportation entworfen und war bis zum Jahr 2000 Teil des U.S. Highway 97 in Oregon.

## Geschichte
Nach der Standortsuche und -untersuchung ab Frühjahr 1924 begannen die Bauarbeiten durch Kuckenberg and Wittman aus Portland im August 1925 und dauerten bis September 1926. Die offizielle Einweihung fand am 15. Juli 1927 statt. 
Der zunehmende Verkehr auf dem U.S. Highway 97 in Oregon machte Ende der 1990er-Jahre den Bau einer größeren Brücke notwendig. Mit der Rex T. Barber Veterans Memorial Bridge wurde flussaufwärts im Jahr 2000 die neue vierspurige Straßenbrücke in unmittelbarer Nähe zur alten in Betrieb genommen. Die Crooked River High Bridge ist heute für Fußgänger freigegeben und wird auf Grund ihrer Lage, über dem 100 Meter tiefen Canyon des Crooked River, auch zum Bungeespringen genutzt. Im Peter Skene Ogden State Park überspannen mit der 1911 flussabwärts errichteten Crooked River Railroad Bridge heute drei Brücken den Canyon.

## Beschreibung
Die Crooked River High Bridge ist eine Zweigelenkbogenbrücke aus Stahl, die durch ein Fachwerk zu einer Spandrille ausgesteift ist und die Fahrbahn auf der Oberseite führt. Der Bogen hat eine Spannweite von 100,6 m und wird auf beiden Seiten durch Balkenbrücken aus Stahlbeton ergänzt, die auf der Ostseite eine Länge von 29,3 m und auf der Westseite von 11,6 m haben. Die Balkenbrücke auf der Ostseite ist durch je vier Stützpfeiler in drei Segmente unterteilt. Die Gesamtlänge der Brücke beträgt 141,4 m bei einer Breite von 8,2 m. Die Brücke trägt einen 7,3 m breiten Fahrbahnstreifen aus Beton, der eine Dicke von 20 cm hat. Die Aufbauten werden durch ein aus vielen kleinen Bogensegmenten bestehendes Geländer ergänzt, das an den Zufahrten auf jeder Seite durch rechteckige Pylone, ebenfalls aus Beton, abgeschlossen wird.